# Bajmócapáti
Bajmócapáti (szlovákul Opatovce nad Nitrou) község Szlovákiában, a Trencséni kerületben, a Privigyei járásban.

## Fekvése
Privigyétőltól 4 km-re nyugatra, a Nyitra-folyó partján fekszik.

## Története
1113-ban a zobori apátság birtok összeírásában említik először. 1424-ben „Apathy” néven tűnik fel a forrásokban. A zobori kolostor birtoka volt, majd 1468-tól a szkacsányi uradalomhoz tartozott. 1553-ban malom és 13 porta volt a településen. 1677-ben 47 jobbágy- és 12 zsellértelkét 214-en lakták. 1715-ben 11 háztartás után adózott. 1777-től a nyitrai káptalan birtokában állt. 1778-ban 2 nemesi, 50 jobbágy és 5 zsellér háztartása volt 366 lakossal.
A 18. század végén Vályi András így ír a faluról: „Bajmótz Apáti. (Bojnitze, Opatovtze.) Tót falu Nyitra Vármegyében, földes Ura a’ Nyitrai Káptalanbéli Uraság, lakosai katolikusok, fekszik Bajmótztol fél mértföldnyire, Nyitra vize mellett. Határja közép termékenységű, réttye első osztálybéli, fája tűzre, és legelője is elegendő, malma helyben, piatzozása Bajmótzon, Prividnyén, és Német Prónán; de mivel szőlő hegye nintsen, ’s termő földgyei is középszerűek, a’ második Osztályba tétettetett.”
1828-ban 63 házában 444 lakos élt. Lakói mezőgazdasággal, a 19. századtól idénymunkákkal foglalkoztak.
Fényes Elek 1851-ben kiadott geográfiai szótárában így ír a faluról: „Apáthi (Bajmócz), (Bojniczke Opatowczke), tót falu, Nyitra vgyében, Bajmócz fiókja: 444 kath. lak. – Van erdeje, jó legelője. F. u. a nyitrai káptalan. Ut. p. Privigye.”
Borovszky Samu monográfiasorozatának Nyitra vármegyét tárgyaló része szerint: „Apáti-Bajmócz, Nyitramenti tót község, 611 r. kath. vallásu lakossal. Postája Bajmócz, távirója Privigye, vasúti állomása Privigye-Bajmócz. Földesura a XIV. század elején a zobori apátság volt, később a nyitrai székeskáptalan.”
A trianoni diktátumig Nyitra vármegye Privigyei járásához tartozott.

## Népessége
| Év:            | 1994. | 2004.   | 2014.   | 2024.   |
| -------------- | ----- | ------- | ------- | ------- |
| Emberek száma: | 1478  | 1453    | 1568    | 1517    |
| Eltérés:       |       | -1,69 % | +7,91 % | -3,25 % |

| Év:            | 2023. | 2024.   |
| -------------- | ----- | ------- |
| Emberek száma: | 1547  | 1517    |
| Eltérés:       |       | -1,93 % |

1910-ben 775, túlnyomórészt szlovák anyanyelvű lakosa volt.
2001-ben 1471 lakosából 1446 szlovák volt.
2011-ben 1472 lakosából 1401 szlovák volt.
2021-ben 1552 lakosából 1527 (+5) szlovák, 1 magyar, 11 (+5) egyéb és 13 ismeretlen nemzetiségű volt.